# Storebø
Storebø este o localitate din comuna Austevoll, provincia Hordaland, Norvegia, cu o suprafață de 1,53 km² și o populație de 1.322 locuitori (2013).